# Sean Mulligan
Sean Mulligan (31 de octubre de 1976) es un deportista estadounidense que compitió en remo como timonel. Ganó dos medallas en el Campeonato Mundial de Remo, en los años 1998 y 1999.

## Palmarés internacional
| Campeonato Mundial | Campeonato Mundial      | Campeonato Mundial | Campeonato Mundial      |
| Año                | Lugar                   | Medalla            | Prueba                  |
| ------------------ | ----------------------- | ------------------ | ----------------------- |
| 1998               | Colonia (Alemania)      | Medalla de plata   | Ocho con timonel ligero |
| 1999               | St. Catharines (Canadá) | Medalla de oro     | Cuatro con timonel      |